# ババティ
ババティ（Babati）は、タンザニアの都市。人口は4万2948人（2012年）。マニャラ州の州都である。アルーシャからは172km南に位置する。